# Reprezentacja Jamajki w piłce nożnej mężczyzn
Reprezentacja Jamajki w piłce nożnej mężczyzn – drużyna piłkarska reprezentująca Jamajkę w zawodach międzynarodowych. Za jej funkcjonowanie odpowiedzialna jest Jamaica Football Federation, organ zarządzający piłką nożną na Jamajce. W reprezentacji mogą występować wyłącznie zawodnicy posiadający obywatelstwo jamajskie.
Dotychczas Jamajka tylko raz grała w finałach mistrzostw świata. W 1998 roku podopieczni brazylijskiego szkoleniowca René Simõesa przegrali z Argentyną (0:5) oraz Chorwacją (1:3), ale w ostatnim meczu pokonali Japonię 2:1, po dwóch golach Theodore’a Whitmore’a. Ostatecznie zajęli w grupie trzecie miejsce.
Jamajscy piłkarze sześciokrotnie triumfowali w Pucharze Karaibów – w 1991, 1998, 2005, 2008, 2010, oraz 2014 roku. Trzykrotnie zdobywali w nim drugie miejsce (1992, 1993, 2017), oraz dwukrotnie trzecie (1997, 1999). W Złotym Pucharze CONCACAF z kolei największym sukcesem Jamajczyków jest wywalczenie drugiego miejsca (w 2015 roku po porażce z Meksykiem i w 2017 po przegranej ze Stanami Zjednoczonymi). Dodatkowo w 1993 roku stanęli oni na najniższym stopniu podium, a w 1998 roku zakończyli ten turniej na czwartym miejscu. Dwukrotnie brali również udział w rozgrywkach o Copa America, za każdym razem jednak odpadali już po fazie grupowej.
Reprezentacja Jamajki zajmuje obecnie (6 lipca 2017) 76. miejsce w rankingu FIFA i 8. miejsce w Federacji CONCACAF.

## Udział wMistrzostwach Świata
- 1930 – 1962 – Nie brała udziału (była kolonią brytyjską)
- 1966 – 1970 – Nie zakwalifikowała się
- 1974 – Wycofała się w trakcie kwalifikacji
- 1978 – Nie zakwalifikowała się
- 1982 – Nie brała udziału
- 1986 – Wycofała się w trakcie kwalifikacji
- 1990 – 1994 – Nie zakwalifikowała się
- 1998 – Faza Grupowa
- 2002 – 2022 – Nie zakwalifikowała się

## Udział wZłotym Pucharze CONCACAF
- 1991 – Faza Grupowa
- 1993 – III Miejsce[2]
- 1996 – Nie zakwalifikowała się
- 1998 – IV Miejsce
- 2000 – Faza Grupowa
- 2002 – Nie zakwalifikowała się
- 2003 – Ćwierćfinał
- 2005 – Ćwierćfinał
- 2007 – Nie zakwalifikowała się
- 2009 – Faza Grupowa
- 2011 – Ćwierćfinał
- 2013 – Nie zakwalifikowała się
- 2015 – II Miejsce
- 2017 – II miejsce
- 2019 – Półfinał (III miejsce)
- 2021 – Ćwierćfinał

## Udział wPucharze Karaibów
- 1989 – Nie zakwalifikowała się
- 1990 – Turnieju nie dokończono[3]
- 1991 – Mistrzostwo
- 1992 – II Miejsce
- 1993 – II Miejsce
- 1994 – Nie zakwalifikowała się
- 1995 – Faza Grupowa
- 1996 – Faza Grupowa
- 1997 – III Miejsce
- 1998 – Mistrzostwo
- 1999 – III Miejsce[4]
- 2001 – Faza Grupowa
- 2005 – Mistrzostwo
- 2007 – Faza Grupowa
- 2008 – Mistrzostwo
- 2010 – Mistrzostwo
- 2012 – Faza Grupowa
- 2014 – Mistrzostwo
- 2017 – II Miejsce

## Rekordziści
| #   | Zawodnik          | Pozycja | Lata      | Występy |
| --- | ----------------- | ------- | --------- | ------- |
| 1.  | Ian Goodison      | OB      | 1996–2009 | 128     |
| 2.  | Linval Dixon      | OB      | 1993–2003 | 127     |
| 3.  | Theodore Whitmore | PO      | 1993–2004 | 120     |
| 4.  | Ricardo Gardner   | PO      | 1997–2012 | 111     |
| 5.  | Warren Barrett    | BR      | 1990–2000 | 108     |
| 6.  | Andy Williams     | PO      | 1997–2008 | 107     |
| 7.  | Durrant Brown     | OB      | 1992–1998 | 102     |
| 8.  | Donovan Ricketts  | BR      | 1999–2013 | 100     |
| 9.  | Jermaine Taylor   | OB      | 2004–     | 90      |
| 10. | Rodolph Austin    | PO      | 2004–     | 88      |
| 10. | Fabian Davis      | PO      | 1995–2007 | 88      |
| 12. | Chris Dawes       | PO      | 1995–2001 | 85      |
| 13. | Tyrone Marshall   | OB      | 1994–2010 | 84      |
| 14. | Onandi Lowe       | NA      | 1995–2004 | 81      |
| 15. | Ricardo Fuller    | NA      | 1999–2012 | 77      |

| #   | Zawodnik          | Pozycja | Lata      | Gole |
| --- | ----------------- | ------- | --------- | ---- |
| 1.  | Luton Shelton     | NA      | 2004–2013 | 35   |
| 2.  | Onandi Lowe       | NA      | 1995–2004 | 27   |
| 3.  | Theodore Whitmore | PO      | 1993–2004 | 24   |
| 4.  | Andy Williams     | PO      | 1997–2008 | 22   |
| 4.  | Paul Young        | NA      | 1989–1997 | 22   |
| 6.  | Walter Boyd       | NA      | 1991–2001 | 19   |
| 7.  | Paul Davis        | NA      | 1983–1997 | 18   |
| 8.  | Hector Wright     | PO      | 1990–1997 | 16   |
| 9.  | Paul Hall         | NA      | 1997–2003 | 14   |
| 10. | Deon Burton       | NA      | 1997–2009 | 13   |
| 11. | Jermaine Hue      | PO      | 2000–2013 | 12   |
| 11. | Marlon King       | NA      | 2004–2013 | 12   |
| 11. | Demar Phillips    | PO      | 2006–     | 12   |
| 14. | Roland Dean       | NA      | 2002–2009 | 11   |
| 14. | Darren Mattocks   | NA      | 2012–     | 11   |

## Selekcjonerzy
| 1.  | René Simões            | Brazylia | sierpień 1994    | luty 2000        | 116 | 51  | 30 | 35  | 44%  | 1x Puchar Karaibów | 1998 |
| 2.  | Sebastião Lazaroni     | Brazylia | kwiecień 2000    | czerwiec 2000    | 4   | 0   | 0  | 4   | 0%   |                    |      |
| 3.  | Clóvis de Oliveira     | Brazylia | lipiec 2000      | wrzesień 2001    | 28  | 13  | 7  | 8   | 46%  |                    |      |
| 4.  | Carl Brown             | Jamajka  | październik 2001 | czerwiec 2004    | 39  | 14  | 10 | 15  | 36%  |                    |      |
| 5.  | Sebastião Lazaroni (2) | Brazylia | lipiec 2004      | listopad 2004    | 7   | 1   | 5  | 1   | 14%  |                    |      |
| 6.  | Wendell Downswell      | Jamajka  | listopad 2004    | czerwiec 2006    | 21  | 11  | 5  | 5   | 52%  | 1x Puchar Karaibów | 2005 |
| –   | Carl Brown (2)         | Jamajka  | sierpień 2006    | listopad 2006    | 6   | 3   | 1  | 2   | 50%  |                    |      |
| 7.  | Bora Milutinović       | Serbia   | listopad 2006    | listopad 2007    | 7   | 1   | 1  | 5   | 14%  |                    |      |
| –   | Theodore Whitmore      | Jamajka  | listopad 2007    | listopad 2007    | 2   | 2   | 0  | 0   | 100% |                    |      |
| 8.  | René Simões (2)        | Brazylia | grudzień 2007    | wrzesień 2008    | 11  | 3   | 5  | 3   | 27%  |                    |      |
| –   | Theodore Whitmore (2)  | Jamajka  | październik 2008 | październik 2008 | 2   | 2   | 0  | 0   | 100% |                    |      |
| 9.  | John Barnes            | Anglia   | listopad 2008    | czerwiec 2009    | 11  | 7   | 4  | 0   | 64%  | 1x Puchar Karaibów | 2008 |
| 10. | Theodore Whitmore (3)  | Jamajka  | czerwiec 2009    | czerwiec 2013    | 52  | 22  | 9  | 21  | 42%  | 1x Puchar Karaibów | 2010 |
| 11. | Winfried Schäfer       | Niemcy   | lipiec 2013      | wrzesień 2016    | 42  | 13  | 8  | 21  | 31%  | 1x Puchar Karaibów | 2014 |
| 12. | Theodore Whitmore (4)  | Jamajka  | wrzesień 2016    | grudzień 2021    | 54  | 23  | 14 | 17  | 43%  |                    |      |
| 13. | Paul Hall              | Jamajka  | grudzień 2021    | czerwiec 2021    | 11  | 2   | 3  | 6   | 18%  |                    |      |
| 14. | Merron Gordon          | Jamajka  | sierpień 2022    | obecnie          | 2   | 0   | 1  | 1   | 0%   |                    |      |
|     |                        |          |                  |                  | 350 | 145 | 85 | 120 | 41%  |                    |      |

Stan na 1 września 2022.
Kursywą wyróżniono selekcjonerów tymczasowych.
W nawiasie podano, który raz selekcjoner prowadził reprezentację.